# Ману (Румунія)
Ману (рум. Manu) — село у повіті Мехедінць в Румунії. Входить до складу комуни Тимна.
Село розташоване на відстані 250 км на захід від Бухареста, 24 км на південний схід від Дробета-Турну-Северина, 73 км на захід від Крайови.

## Населення
За даними перепису населення 2002 року у селі проживали 68 осіб, усі — румуни. Усі жителі села рідною мовою назвали румунську.